# Országos Magyar Iparművészeti Társulat

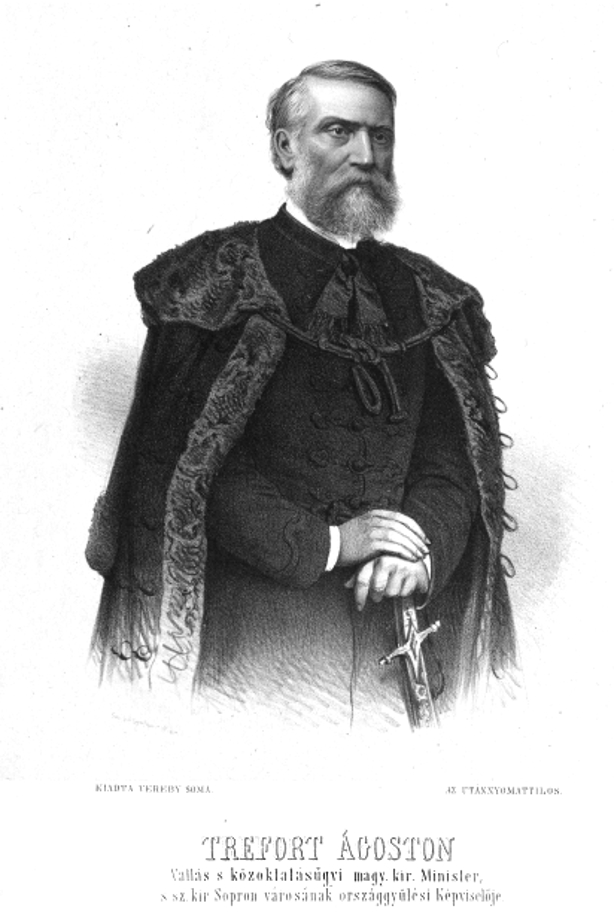
Trefort Ágoston vallás- és közoktatási miniszter, a társulat első elnöke

Az Országos Magyar Iparművészeti Társulat (OMIT) 1885-ös megalapításakor azt a célt tűzte maga elé, hogy modern magyar iparművészet fellendítésén munkálkodjon: mind az önálló nemzeti karakter kialakításán, mind pedig a technikai színvonal emelésén. Céljai között szerepelt az iparművészek hátterének biztosítása: a közönség ízlésének csiszolása, valamint az ipar és gazdaság fejlesztéséhez való hozzájárulás is.
Életre hívásában nagy része volt Trefort Ágoston vallás- és közoktatási miniszternek, aki a társulat első elnöke lett. Az első világháború előtti korszakban az OMIT munkájában kiemelkedő szerepet vállalt Ráth György, Radisics Jenő, Fitter Kamill, Zsolnay Vilmos.
Az OMIT széles körű szervező tevékenységet fejtett ki: kül- és belföldi kiállításokat, pályázatokat, vitákat rendezett. Publikációival a szakelmélet megalapozását szolgálta. Közlönye 1885-1894 között Művészi Ipar, majd 1897-től Magyar Iparművészet címmel jelent meg.